# Five Little Widows
Five Little Widows è un cortometraggio muto del 1917 diretto da Al Christie (anche produttore) e da Horace Davey.

## Produzione
Il film fu prodotto dalla Nestor Film Company.

## Distribuzione
Distribuito dall'Universal Film Manufacturing Company, il film - un cortometraggio in due bobine - uscì nelle sale cinematografiche USA il 2 luglio 1917.